# جون روبرتس (لاعب كرة قدم بريطاني)
جون روبرتس (بالإنجليزية: Jon Roberts)‏ هو لاعب كرة قدم بريطاني في مركز حراسة المرمى، ولد في 30 ديسمبر 1968 في Pontypridd ‏ في المملكة المتحدة. لعب مع كارديف سيتي.